# Ettore Muti
Ettore Muti, rojen Muty, italijanski general in politik, * 22. maj 1902, Ravena, † 24. avgust 1943, Fregene.